# Samtgemeinde Uelsen
Die Samtgemeinde Uelsen ist eine Samtgemeinde im Landkreis Grafschaft Bentheim in Niedersachsen. In ihr haben sich sieben Gemeinden zur Erledigung ihrer Verwaltungsgeschäfte zusammengeschlossen. Der Sitz der Verwaltung der Samtgemeinde befindet sich in Uelsen.

## Samtgemeindegliederung
Die Samtgemeinde umfasst die folgenden Mitgliedsgemeinden: 
1. Getelo: 504 Einwohner, 20,2 km²
2. Gölenkamp: 594 Einwohner, 21 km²
3. Halle: 672 Einwohner, 21,2 km²
4. Itterbeck: 1718 Einwohner, 41 km²
5. Uelsen: 5927 Einwohner, 19,5 km²
6. Wielen: 505 Einwohner, 23,1 km²
7. Wilsum: 1646 Einwohner, 47,1 km²

(Stand: 31. Dezember 2023)

## Geschichte
Die Anfänge der Samtgemeinde Uelsen reichen bis 1950 zurück. Damals beschlossen die Bürgermeister des damaligen Kirchspiels Uelsen politisch und wirtschaftlich enger zusammenzuarbeiten. Es entstand die Bezirksbürgermeisterei Uelsen. Im Jahr 1970 entwickelte sich aus dieser die Samtgemeinde Uelsen. Bei ihrer Gründung gehörten ihr zehn Gemeinden an. Diese Anzahl verringerte sich später durch Eingemeindung. Durch die niedersächsische Verwaltungs- und Gebietsreform bildete sich am 1. März 1974 die neue Samtgemeinde Uelsen aus jetzt sieben Mitgliedsgemeinden.

## Religionen
Die Einwohner der Samtgemeinde gehörten folgenden Konfessionen an:
- 61,3 % evangelisch-reformiert
- 9,4 % evangelisch-altreformiert
- 7,3 % römisch-katholisch
- 7,4 % evangelisch-lutherisch
- 14,6 % andere/ohne Konfession

(Stand: 2010)

## Politik

### Samtgemeinderat
Der Rat der Samtgemeinde Uelsen besteht aus 28 Ratsfrauen und Ratsherren. Dies ist die festgelegte Anzahl für eine Gemeinde mit einer Einwohnerzahl zwischen 11.001 und 12.000 Einwohnern. Die 28 Ratsmitglieder werden durch eine Kommunalwahl für jeweils fünf Jahre gewählt. Die aktuelle Amtszeit begann am 1. November 2021 und endet am 31. Oktober 2026.
Stimmberechtigt im Rat der Samtgemeinde ist außerdem der hauptamtliche Samtgemeindebürgermeister Herbert Koers (CDU).
Die letzten Samtgemeindewahlen ergaben folgende Sitzverteilungen:
| Partei | 2021 | 2016 | 2011 |
| ------ | ---- | ---- | ---- |
| CDU    | 16   | 17   | 16   |
| SPD    | 8    | 8    | 9    |
| UWG    | 4    | 3    | 2    |
| FDP    | -    | -    | 1    |

### Samtgemeindebürgermeister
Der hauptamtliche Samtgemeindebürgermeister gehört dem Rat mit Sitz und Stimmrecht an. 2003 wurde zum ersten Mal ein hauptamtlicher Samtgemeindebürgermeister gewählt, gewonnen hat seinerzeit Herbert Koers (CDU) mit 53,1 % der Stimmen. Bei den Kommunalwahlen 2011 wurde erneut der Samtgemeindebürgermeister gewählt. Amtsinhaber Koers konnte hier sein Amt deutlich gegenüber dem Herausforderer Jürgen Balderhaar (SPD) mit 63,13 % verteidigen. Seit 2019 ist der parteilose Hajo Bosch Samtgemeindebürgermeister.

### Wappen
Blasonierung: „In Silber drei (1:2) grüne Stechpalmenblätter, begleitet von sieben grünen Kugeln: oben je zwei pfahlweis gestellt, im Schildfuß 1:2 geordnet.“
Das Gebiet der heutigen Samtgemeinde Uelsen gehört zur Twente und war im frühen 8. Jahrhundert Missionsgebiet der hll. Werenfried und Willibrord, die vermutlich auch die Urpfarrkirche und Taufkirche in Uelsen gründeten.
Das Kirchspiel gehörte daher zur Diözese Utrecht und wurde 1131 an das Stft St. Peter in Utrecht überwiesen. Eine Filialkirche wurde in Wilsum gegründet. Im Hochmittelalter gehörte das Gebiet der Twente um Uelsen zum Herzogtum Lothringen, kam im Zuge der Territorienbildung in die Hand der Grafen von Bentheim und blieb Teil der Niedergrafschaft Bentheim bis zum Ende des alten Reiches. 
Die sieben Gemeinden Getelo, Gölenkamp, Halle, Itterbeck, Uelsen, Wielen und Wilsum schlossen sich 1974 zur Samtgemeinde Uelsen zusammen, wobei außer Wilsum alle übrigen zum Kirchspiel Uelsen gehören. Die sieben Mitgliedsgemeinden werden durch die sieben Kugeln symbolisiert, die ihrerseits auf das Wappenbild der Grafen und Fürsten von Bentheim bzw. des heutigen Landkreises Grafschaft Bentheim anspielen: die goldenen Bentheimer Pfennige im roten Feld.
Drei grüne Stechpalmenblätter im silbernen Schild werden in verschiedener Stellung (2:1, 1:2) seit dem 17. Jahrhundert sowohl von der politischen als auch von der kirchlichen Gemeinde Uelsen geführt (Wappenrelief am Rathaus, ca. 1880; Wetterfahnen auf Kirchturm und Chordach, nach 1683). Sie sollen das Wappen der aus Uelsen stammenden Familie von Niehoff sein, deren wohl bedeutendstes Mitglied, Johann Niehoff, im Dienste der Niederländischen Ostindischen Kompagnie auf Madagaskar starb.
Bei der Übernahme des Wappenbildes durch die Gemeinde dürfte der Gleichklang von Uelsen und Hülsen bzw. Hülskrabben (=Stechpalme, Ilex) anregend im Spiel gewesen sein, obwohl der 1177 als „Uelsten“ überlieferte Ortsname nichts mit „Hülsen“ zu tun hat, sondern nach Abels als „Ansiedlung bei den Quellen“ zu deuten ist.
Grün und Silber sind die herkömmlichen Farben des alten Uelsener Gemeindewappens.
Das Wappen wurde vom Heraldiker Ulf-Dietrich Korn gestaltet.

### Partnergemeinden
Partnergemeinde der Samtgemeinde Uelsen ist seit 2007 Tubbergen in den Niederlanden. Tubbergen ist seit 1981 auch Partnergemeinde der Gemeinde Uelsen.

## Wirtschaft
In der Samtgemeinde Uelsen hat die Landwirtschaft nach wie vor eine große Bedeutung. Neben den bäuerlichen Betrieben existieren zahlreiche Dienstleistungsbetriebe für die Landwirtschaft, insbesondere in den Bereichen Tierfutter, Viehhandel und Landtechnik. In der Samtgemeinde werden an verschiedenen Stellen Bodenschätze gefördert, vor allem Kies, Sand und Erdgas. Daneben existieren in Uelsen, Itterbeck und Wilsum größere Industrie- und Gewerbegebiete, wo sich vor allem mittelständische Unternehmen und Handwerksbetriebe angesiedelt haben. Wichtigste Branchen sind hier der Metallbau, Holzbau, Bauunternehmen und Heizungs- und Klimatechnik. Daneben besteht ein breit gefächertes Einzelhandels- und Dienstleistungsspektrum. Zu den größten Arbeitgebern in der Samtgemeinde gehören die WKS Textilveredlungs GmbH in Wilsum sowie die Peters Stahlbau GmbH in Itterbeck.
Ein weiteres gewichtiges Standbein der kommunalen Wirtschaft ist der Tourismus, insbesondere im Erholungsort Uelsen (u. a. Ferienpark Grafschaft Bentheim), in Wilsum (u. a. Ferienresort Wilsumer Berge) sowie in Itterbeck (geplanter Ferien- und Freizeitpark Itterbeck). Im Zuge umfassender Investitionstätigkeiten wurden das Hallen- und Freibad Uelsen zum Kombibad Waldbald Uelsen umgebaut.
Die Arbeitslosenquote in der Samtgemeinde Uelsen lag im August 2011 bei 3,9 %.